# Van Morrison
Sir George Ivan Morrison, detto Van (Belfast, 31 agosto 1945), è un cantautore, polistrumentista e paroliere nordirlandese.
Suona diversi strumenti tra i quali chitarra, armonica a bocca, tastiere, sassofono e occasionalmente anche la batteria.
Dopo gli esordi blues rock con i Them, Morrison intraprese una carriera solista in bilico tra la passione giovanile per la musica nera, una forte vena creativa (che lo ha portato a sconfinare spesso in territori jazz) e uno stretto legame con la musica tradizionale della sua terra d'origine. A rendere unico il suo stile contribuiscono la sua caratteristica vocalità e una intensa poetica.
La rivista Rolling Stone lo classifica quarantaduesimo nella sua lista dei cento migliori artisti di sempre nonché ventiquattresimo in quella dei cento migliori cantanti. Due suoi album, Astral Weeks e Moondance, compaiono nella lista dei 500 migliori album di sempre, ancora secondo Rolling Stone .

## Biografia
Cresciuto in una famiglia protestante di Belfast, Morrison ascolta molta musica sin dalla più tenera età: sua madre era una cantante mentre il padre era un collezionista di album statunitensi di jazz e di blues.
I loro artisti preferiti erano Ray Charles, Leadbelly e Solomon Burke; nel 2005, in un'intervista concessa a Rolling Stone, Morrison afferma che «Quegli artisti hanno ispirato i miei inizi. Se non fosse stato per quel genere di musica, oggi non farei quello che sto facendo».

## Carriera

### Anni sessanta

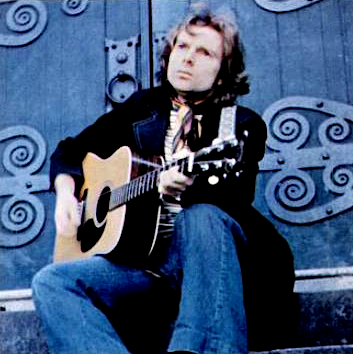
Van Morrison nel 1972

Morrison va via di casa a quindici anni per intraprendere la carriera musicale. Suona in diversi locali con complessi skiffle e rock and roll prima di entrare a far parte del gruppo dei Monarchs, con i quali partecipa ad una tournée in Europa.
Nel 1964 fonda, infine, il gruppo dei Them del quale diviene il leader. La band raccoglie numerosi successi, il maggiore dei quali è Gloria, che sarebbe divenuto uno degli standard del rock e che verrà incisa da numerosi altri artisti.
Morrison diviene sempre più insoddisfatto dell'utilizzo dei musicisti in studio, e lascia la formazione dopo un tour negli USA nel 1966. Ritorna a Belfast, deciso a lasciare il mondo della musica. Il produttore dei Them, Bert Berns, lo persuade a ritornare a New York e a registrare materiale da solista per l'etichetta Bang Records. Da queste prime session emerge una delle sue canzoni più famose, Brown-eyed Girl, che raggiunge il numero 10 delle classifiche USA nel 1967. L'album generato da quelle sessioni è Blowin' Your Mind!. Morrison ammise successivamente che non era soddisfatto del risultato, dicendo in un'intervista del 1969 a Rolling Stone che «È venuto male e lo hanno pubblicato senza il mio consenso». Registrazioni di quel periodo furono riedite occasionalmente dalla Bang e anche sotto forma di bootleg, sotto vari nomi. Le registrazioni complete furono messe insieme nel 1991 come Bang masters. Includono una versione alternativa di Brown-eyed Girl, così come una prima versione di Beside You e di Madame George, canzoni che compaiono con lievi variazioni di accordi, di arrangiamento e di parole nel secondo album di Morrison Astral Weeks.
Dopo la morte di Berns (1967), Morrison si trasferisce a Boston, nel Massachusetts. Ben presto deve affrontare problemi finanziari e personali. Entra in depressione in seguito ad alcolismo ed ha problemi nel trovare ingaggi. Ricomincia tuttavia a lavorare, registrando con la Warner Bros. il song cycle Astral Weeks. Il materiale dell'album è stato già eseguito in diversi club intorno a Boston. Uscito nel 1968 l'album è acclamato dalla critica, riceve una fredda accoglienza da parte del pubblico ma con il passare degli anni avrà vendite sempre maggiori. Astral Weeks, pervaso da un alone mistico e da una grandissima intensità, è un impasto di poesia irlandese, blues, soul e sonorità folk jazz. Il disco contiene canzoni come Astral Weeks, Beside You, Sweet Thing, Cyprus Avenue, Ballerina e Madame George. Da allora Astral Weeks è incluso ai vertici delle più prestigiose liste specializzate sui migliori album di tutti i tempi. (Sul Times nel 1993 al 3º posto, su MOJO nel 1995 al 2º posto, su Rolling Stone nel 2003 al 19º posto, al 3º posto su UNCUT nel 2016).

### Anni settanta

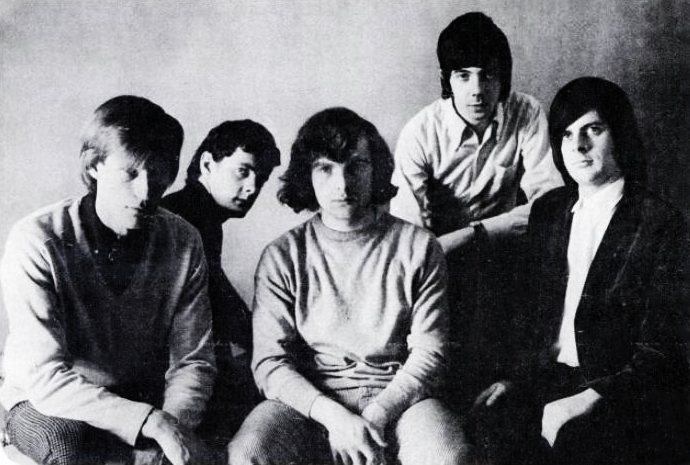
Fotografia promozionale dei Them per il singolo "Gloria". Al centro, Van Morrison.

Nel 1970 Morrison si trasferisce in California dove pubblica Moondance, del quale cura anche la produzione. L'album raggiunge la 29ª posizione della classifica curata da Billboard. Lo stile di questo album è in netto contrasto con quello di Astral Weeks: se questo era un album intriso di sofferenza ed infinita dolcezza, Moondance è invece ottimistico ed allegro, ricco di riferimenti alla black music e più vicino allo spirito degli esordi giovanili. La title track, sebbene mai pubblicata negli Stati Uniti come singolo, diviene un successo radiofonico. Anche Into the Mystic, And It Stoned Me, Crazy Love e Caravan divengono molto popolari nel corso degli anni. La prima facciata verrà poi definita da Rolling Stone a fine anni settanta come "la più perfetta side nell'intera storia del rock". Negli anni immediatamente successivi pubblica diversi altri album di successo (His band and the Street Choir del 1970, Tupelo Honey del 1971 e Saint Dominic's Preview del 1972). Tra i pezzi più significativi di questi album vanno ricordati Domino (9º negli USA nel 1970), Wild Night, Tupelo Honey e Listen to the Lion.
Nel 1972, nonostante la decennale esperienza concertistica, comincia a temere il palco, soprattutto davanti a un pubblico molto numeroso.
Dopo un breve distacco dalla musica, inizia a esibirsi nei club e riguadagna la sua abilità istrionica, sebbene con un pubblico più ridotto. Forma poi un gruppo, The Caledonia Soul Orchestra, e con esso si avventura in un tour americano di tre mesi, riportato dall'album doppio It's Too Late to Stop Now, riconosciuto dalla critica come uno dei migliori dischi dal vivo della storia del rock.
Nel 1973, Morrison scioglie la Caledonia Soul Orchestra e divorzia dalla modella Janet Planet, che era sua moglie da sette anni e con la quale ha avuto una figlia. Realizza poi l'album introspettivo e triste Veedon Fleece (1974). Per quanto quest'album riceva poca attenzione al tempo della sua pubblicazione, la sua importanza è cresciuta attraverso gli anni ed è ora considerato uno dei migliori lavori di Morrison. La canzone You Don't Pull No Punches, but You Don't Push the River evidenzia il lato ipnotico e criptico di Morrison, con i suoi riferimenti al poeta visionario William Blake e al Sacro Graal.
Morrison si prende una pausa per i successivi tre anni. Ma si tratta di una pausa non preventivata: durante questo periodo è in grado di scrivere e registrare un certo numero di nuove canzoni, e in un'intervista alla radio KSAN nel 1974, lascia intendere di voler realizzare un nuovo album dal titolo Mechanical Bliss, appena 4-5 mesi dopo Veedon Fleece. La data d'uscita prevista (febbraio 1975) non viene rispettata. Nel frattempo, il titolo dell'album conosce diversi cambiamenti (doveva intitolarsi Stiff Upper Lip, poi Naked in the Jungle); il pittore Zox viene incaricato di creare il disegno di copertina. Il progetto viene alla fine abbandonato, e molto del lavoro fatto verrà pubblicato soltanto in Philosopher's Stone del 1998. Il disegno di Zox viene più tardi incorporato nella copertina di The Royal Scam, degli Steely Dan (1976).
Nel 1976, Morrison suona al concerto d'addio della Band, nel Giorno del Ringraziamento. È la prima esibizione dal vivo dopo un periodo di silenzio e Morrison considera più e più volte l'eventualità di saltare l'esibizione fino all'ultimo secondo, ma alla fine l'esibizione riscuote successo. Suona due canzoni, una delle quali è Caravan (da Moondance). Il concerto viene filmato da Martin Scorsese che ne ricava un celebre film (L'ultimo valzer, del 1978).
Nel 1977, Morrison scrive A Period of Transition, in collaborazione con Dr. John (anche lui presente in The Last Waltz). Dell'anno seguente è Wavelenght, che rappresenta una nuova rinascita commerciale. La canzone Kingdom Hall tratta dell'esperienza di Morrison con i testimoni di Geova e indica le tendenze religiose che diverranno evidenti nell'album successivo, Into the Music, del 1979. Dave Marsh descrive quest'album (in The Rolling Stone Album Guide - 2nd edition) come «un ciclo erotico/religioso di canzoni che culmina nella migliore musica che Morrison abbia creato fin dai tempi di Astral weeks».

### Anni ottanta

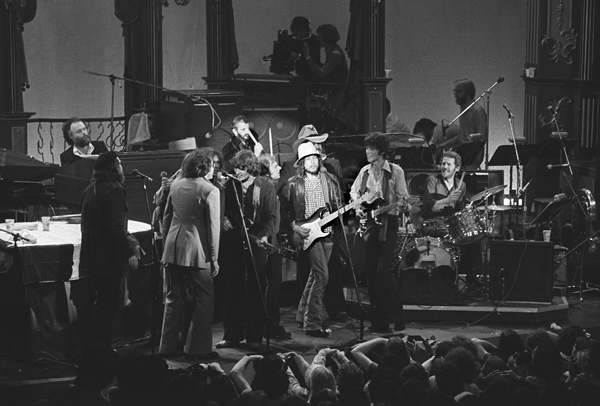
Morrison nel 1976 con la The Band nel film L'ultimo valzer

Gran parte della produzione di Morrison degli anni ottanta prosegue nell'esplorazione della spiritualità e della fede. Common One è un disco molto spirituale, non immediato, composto da alcuni pezzi molto lunghi, ma contiene uno dei suoi pezzi migliori in assoluto, ovvero la bellissima Summertime In England dove l'autore cita idealmente tutte le sue influenze letterarie. Beautiful Vision del 1982 riporta la sua musica nel formato canzone, con una serie di brani poi ripresi spesso dal vivo, tra cui la splendida Vanlose Stairway, Cleaning Windows (con Mark Knopfler alla chitarra) e Celtic Ray. L'anno dopo realizza Inarticulate Speech of the Heart (con la suggestiva Rave On, John Donne), un coraggioso e riuscito album con un sound basato sulle tastiere e su atmosfere vicine alla new age. Dopo il buon A Sense Of Wonder del 1984 Van Morrison ritorna alla magica ispirazione astrale con il disco più convincente dai tempi di Into the Music, No Guru, No Method, No Teacher in cui spiccano musicisti presenti in Moondance come il pianista Jef Labes. Pezzo portante dell'album la straordinaria ed evocativa  In The Garden  dove il testo diventa un manifesto filosofico e spirituale dell'autore ma già da Got To Go Back, il pezzo di apertura, si capisce lo spessore di un disco che mostra Morrison nella sua piena maturità espressiva ed artistica. Poetic Champions Compose del 1987, molto apprezzato negli Stati Uniti, si sposta verso composizioni più accessibili e romantiche.
Un unicum della sua produzione è rappresentato dall'album realizzato in collaborazione con gli Chieftains. Irish Heartbeat racchiude brani della tradizione irlandese interpretati in brevi e spontanee session che catturano alla perfezione il mélange precario tra le ruvide e suggestive tessiture acustiche degli Chieftains e il cantato soulful di Morrison alle prese con alcune delle sue migliori interpretazioni di sempre (Raglan Road, She Moved Through the Fair, My Lagan Love). L'album avrà grandissima influenza sui giovani musicisti interessati alla musica tradizionale o roots.
Con il nuovo contratto alla Polydor, Morrison conosce la definitiva rinascita commerciale a partire da Avalon Sunset, contenente almeno due classici come il duetto con Cliff Richards Wherever God Shines His Light e la celeberrima ballata Have I Told You Lately. Viene in tal modo ufficialmente sancito il suo status di evergreen.

### Anni novanta
Nel 1990, Morrison partecipa, insieme a molti altri artisti, allo spettacolo The Wall, organizzato da Roger Waters a Berlino, dove canta Comfortably Numb con Roger Waters, Levon Helm, Garth Hudson e Rick Danko.
Enlightenment apre il decennio con un album di buon livello (Avalon of the Heart, So Quiet In Here,  Enlightenment), nel 1991 esce Hymns to the Silence, disco doppio di grandissima qualità che riporta l'autore ai suoi migliori livelli. L'impeto gospel di Carrying a Torch, l'autobiografica Why Must I Always Explain o la magnifica trascendenza di Take Me Back sono testimonianza di straordinaria ispirazione. Due anni dopo esce Too Long in Exile, dove Van ritorna al blues in modo ispirato (Wasted Years, Too Long In Exile). Il monumentale A Night in San Francisco del 1994 testimonia un periodo fecondo e fortunato, un live di grande impatto che riscuote grandi consensi. L'album Days like This dell'anno dopo riceve pareri discordanti, per alcuni troppo leggero e per altri di grande godibilità e qualità. Certo è che pezzi come Days like This o Ancient Highway rimangono tra le sue cose migliori del decennio.
Il successo commerciale si consolida con The Healing Game del 1997, un disco di forte impatto contenente l'omonima splendida Healing Game, la poetica Piper At Gates Of Dawn, Waiting Game e l'iniziale Rough God Goes Riding. Il successivo Back on Top del 1999 è un grande successo di vendite, trascinato dal singolo Precious Time. Da segnalare brani notevoli come Philosophers Stone o High Summer.I concerti che si susseguono dimostrano comunque, nonostante il passare degli anni, come Morrison continui a mantenere intatta la propria intensità ed espressività musicale.

### Anni duemila

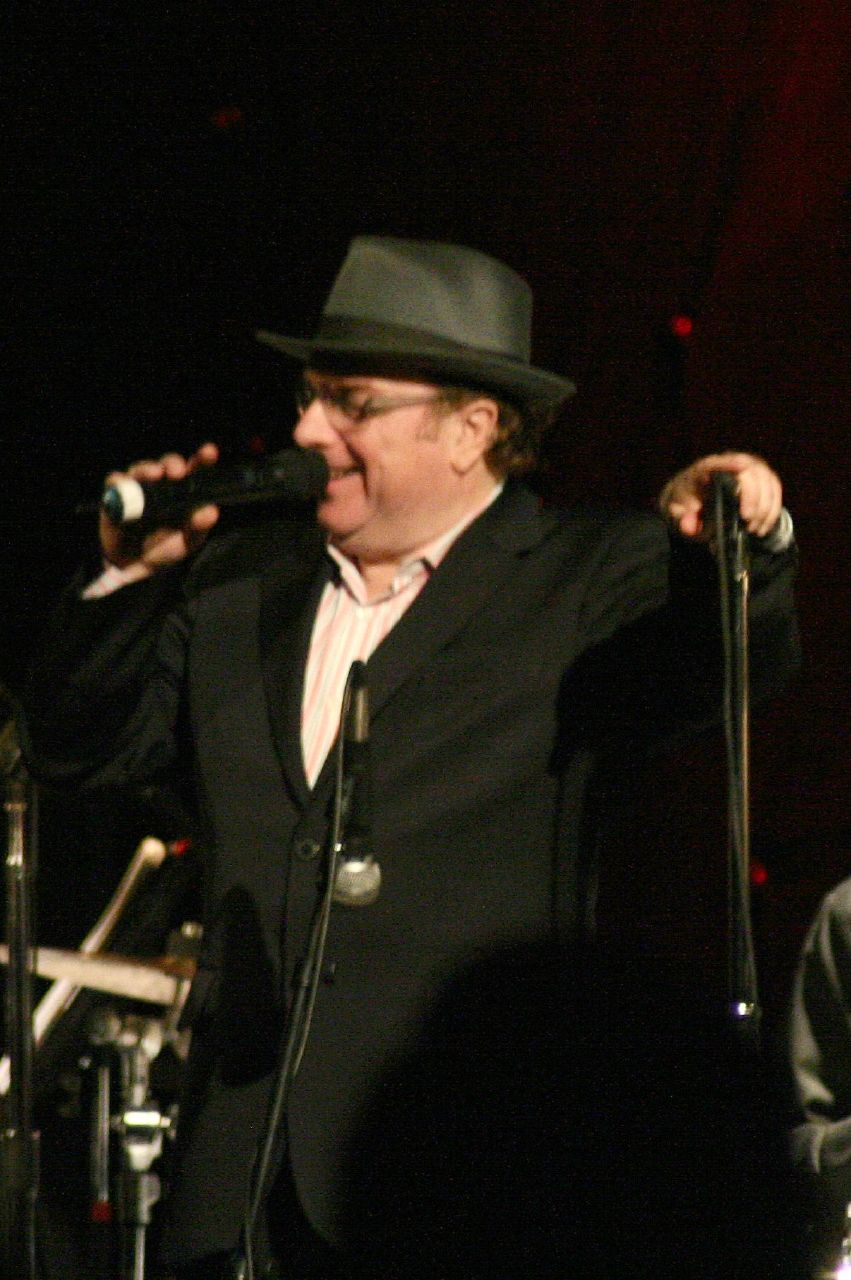
Morrison si esibisce al Marin Civic Center, 2007.

Nel nuovo millennio "Van the man" continua a produrre dischi con regolarità. Dopo alcuni progetti jazz, country e il bel disco di Skiffle con Lonnie Donegan, Van Morrison ritorna nel 2002 con quello che sarà probabilmente il suo album migliore del nuovo millennio, Down the Road. In effetti brani come la romantica Steal My Heart Away, Only a Dream o la coinvolgente Fast Train non passano inosservati. L'anno dopo passa alla Blue Note e realizza What's Wrong with This Picture? contenente la splendida ballata  Little Village. Segue il poco convincente Magic Time del 2005 che comunque contiene un pezzo notevolissimo come Just like Greta, mentre nel buon Keep It Simple del 2008 l'irlandese ritrova in alcuni brani quella vena intensamente spirituale che ha caratterizzato molti dei suoi dischi (Behind The Ritual). Il 10 febbraio 2009 esce Astral Weeks Live at Hollywood Bowl, il risultato è una straordinaria performance e una nostalgica rivisitazione del capolavoro assoluto di Van Morrison.
Dopo tre anni di silenzio, nel 2012 esce Born to Sing: No Plan B, un album per la prestigiosa label Blue Note, registrato dal vivo in studio. L'album riscuote buoni consensi, soprattutto per la qualità degli arrangiamenti. Nel Marzo 2015, per celebrare i suoi settanta anni esce Duets: Re-working the Catalogue, un progetto riassuntivo ben realizzato di duetti con alcuni nomi prestigiosi che gli frutta vendite importanti in UK e USA. Nel giugno 2016 esce il sontuoso box live ..It's Too Late To Stop Now... volumes II, II, IV & DVD, registrato in tre diverse location durante il tour del 1973, tutto materiale inedito di fenomenale qualità sonora e artistica, sicuramente una delle sue pubblicazioni più importanti di sempre. Il 30 settembre 2016 esce Keep Me Singing, album molto ispirato che ritrova la sua dimensione più cantautorale, con molti pezzi notevoli tra cui Memory Lane, In Tiburon, Out in the Cold Again e Holy Guardian Angel.
Nel 2017 vengono pubblicati due splendidi box set: The Authorized Bang collection e The Healing Game 20th Anniversary. Lo stesso anno escono due album dedicati alle cover blues e al jazz: Roll with the Punches (contenente l'inedito Transformation) e Versatile. Nella primavera del 2018 viene pubblicato You're Driving Me Crazy con l'organista jazz Joey DeFrancesco. Il poker di album dedicati alle cover termina, a distanza di pochi mesi, con il discreto The Prophet Speaks dove emerge il bell'inedito Spirit Will Provide.

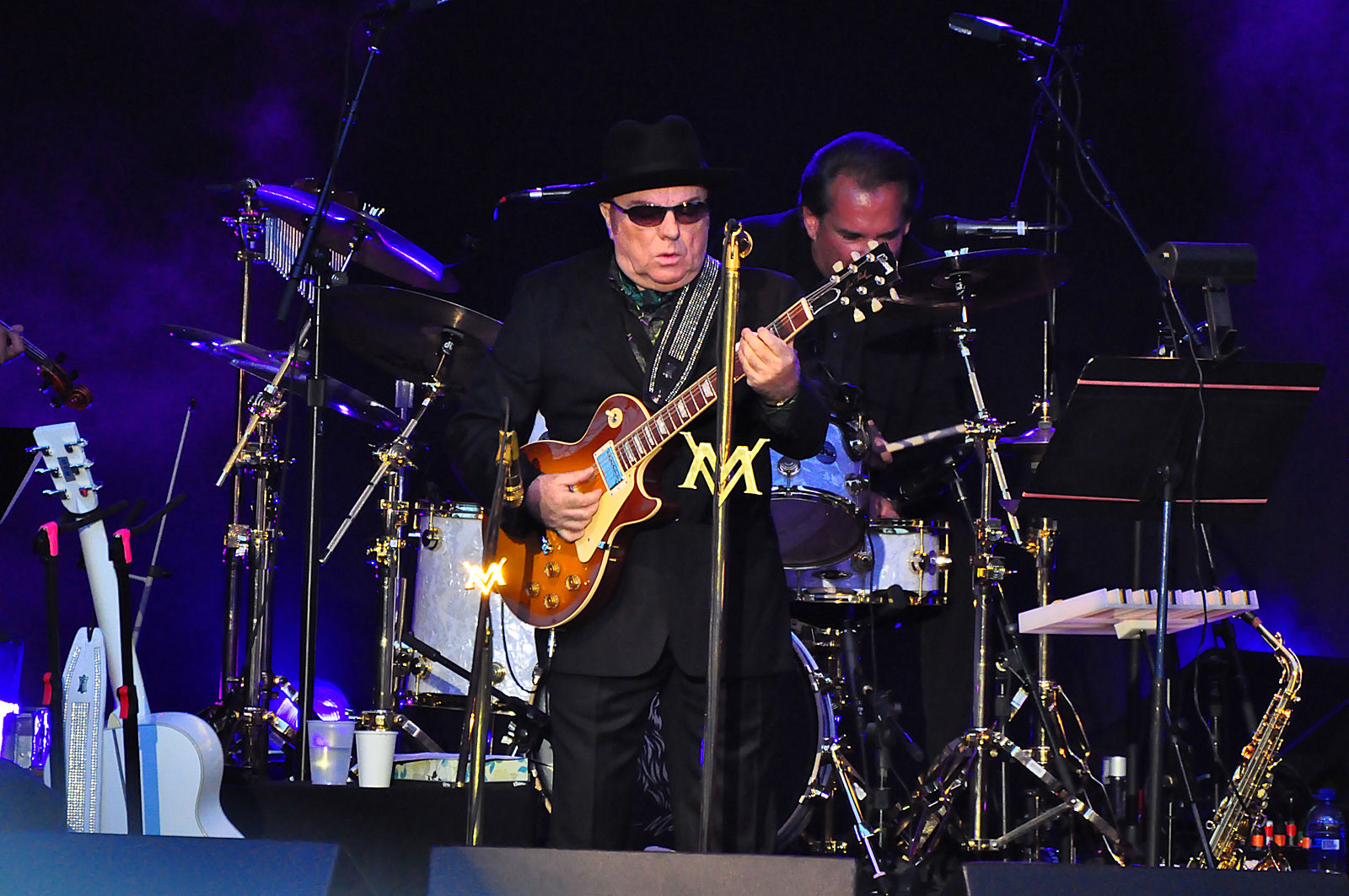
Morrison si esibisce all'Edmonton Folk Music Festival nel 2010.

Nell'ottobre 2019 Van fa uscire un nuovo album completamente scritto da lui, Three Chords & the Truth è un lavoro di quelli importanti, uno dei suoi dischi migliori degli ultimi decenni; Van recupera il chitarrista jay Berliner (che aveva suonato in Astral Weeks) e il suo stile più personale e cantautorale. Una serie sorprendente di nuovi classici morrisoniani come Dark Night of The Soul, Days Gone By, Up On Broadway o March Winds in February entusiasmano i fan di una vita ma stavolta anche la critica non rimane indifferente. Con quest'aultima opera Van Morrison si conferma come uno dei più grandi cantautori della sua epoca.
Nel 2020 incide alcuni brani contro le misure restrittive di sicurezza a seguito della pandemia di COVID-19: No More Lockdown, Born to Be Free e As I Walked Out a cui si unisce il 4 dicembre Stand and Deliver incisa da Eric Clapton. I proventi andranno al Lockdown Financial Hardship Fund, fondato da Morrison per aiutare i lavoratori dello spettacolo colpiti dalla crisi dovuta alle restrizioni per il COVID-19.
Il 7 maggio 2021 esce a sorpresa un doppio cd (triplo vinile) intitolato Latest Record Project, Volume 1, disco concepito totalmente nel periodo del lockdown che Van annuncia come un qualcosa di diverso dal suo stile classico.
Nel 2021 realizza la colonna sonora del film Belfast di Kenneth Branagh, come omaggio alla città di Belfast che gli ha dato i natali. Down to Joy, lo splendido brano inedito della colonna sonora, sarà poi candidato all'Oscar nell'edizione 2022. Il 20 maggio 2022 Van the Man pubblica un nuovo album What's It Gonna Take?, con brani guida come Dangerous e la bellissima Can't Go On This Way. Nel 2023 pubblica un nuovo album, Moving On Skiffle e sempre nel 2023, il 3 novembre, pubblica Accentuate the Positive, un album di cover di canzoni Rock and roll, Rhythm and blues e Country preferite da Morrison. L'album ha ricevuto recensioni positive da parte della critica.

## Vita privata

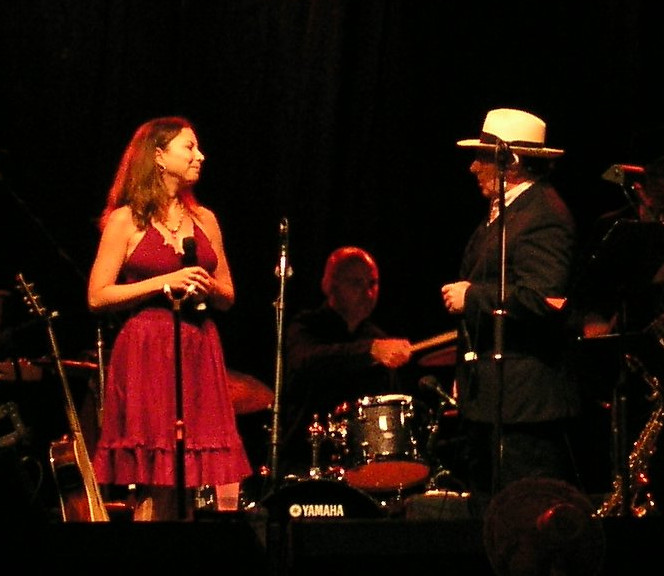
Morrison e la figlia Shana Morrison a Berkeley in California; 9 dicembre 2006

Van Morrison si è sposato due volte, prima con Janet Minto, fine anni sessanta, con cui ha avuto la figlia Shana e poi negli anni novanta con Michelle Rocca (ex modella irlandese) con cui ha avuto due figli. Nel dicembre 2009 Gigi Lee, un'impiegata di Morrison originaria del Texas, diede alla luce un figlio affermando fosse di Morrison. Lee lo annunciò tramite il sito ufficiale del musicista nonostante questi ne rinnegasse la paternità.
Nel 2011 viene rivelato che il piccolo era deceduto nel gennaio dello stesso anno per complicazioni in seguito ad un diabete infantile, seguito dalla stessa Lee, nell'ottobre successivo, a causa di un pregresso tumore alla gola. Nel giugno 2016 muore Violet, la madre di Van Morrison.
Riguardo alla sua infinita ricerca spirituale Van Morrison negli ultimi anni (2014-2019) è stato visto in California per omaggi alla fondazione del filosofo indiano Jiddu Krishnamurti e al centro spirituale AGAPE (aperto a diverse culture religiose e filosofiche) di Los Angeles.

## Stile musicale
Lo stile di Van Morrison, considerato uno dei più grandi cantanti viventi, è un ibrido personalissimo, fin dai suoi inizi spesso orientato al misticismo, di folk, R&B, gospel, rock e jazz. Fa spesso uso di sezioni di archi e molte sue canzoni risentono anche dell'influsso di elementi spiritual e blues. Si ispira inoltre a Bob Dylan, specialmente al suo album The Freewheelin (1963), nel quale l'artista americano sperimentava una fusione di folk e blues acustici. Nonostante questo eclettismo, Morrison viene spesso definito un esponente del soul bianco e dell'R&B. Astral Weeks (1968) segue canoni folk, jazz, blues, gospel, e stilemi classici, mentre il successivo Moondance (1970) è più R&B e meno improvvisato. A partire dai dischi seguenti l'artista si è avvicinato al soul come dimostra Saint Dominic's Preview (1972) e il celebre live It's Too Late to Stop Now (1974), compendio della sua carriera definito "una lussureggiante cascata di almeno dieci stili diversi". Con A Period of Transition (1977) l'artista si è avvicinato al funk mentre, a partire da Into the Music del 1979, Morrison mostra inoltre uno spiccato misticismo e cita il folk irlandese.

### Influenza
Secondo Rolling Stone, «La sua influenza sui cantanti e cantautori rock non ha paragoni con alcun artista vivente, fatta eccezione per Bob Dylan». Inoltre, può essere riconosciuta facilmente nella musica di molti artisti quali gli U2 (soprattutto The Unforgettable Fire), Bruce Springsteen (Spirit in the Night, Backstreets), Bob Seger, Rod Stewart, Patti Smith (responsabile di una versione poetica-proto-punk di Gloria), Graham Parker, Thin Lizzy, Dexys Midnight Runners e molti altri. Tra questi Bob Seger, che in un'intervista a Creem ha affermato: «I know Springsteen was very much affected by Van Morrison, and so was I» ("so che Springsteen è stato molto influenzato da Van Morrison, e così anche io").

## Premi e riconoscimenti

### Grammy Awards
- 1996 - Best Pop Collaboration with Vocals, Have I told you lately (con i Chieftains)
- 1998 - Best Pop Collaboration with Vocals, Don't look back (con John Lee Hooker)
- 1999 - Grammy Hall of Fame Award per Astral weeks
- 1999 - Grammy Hall of Fame Award per Moondance

### Altri riconoscimenti
- 1993 - Inserito nella Rock and Roll Hall of Fame
- 2003 - Inserito nella Songwriters Hall of Fame

### Premio Oscar
- 2022 - Candidato alla migliore canzone originale Down to Joy per Belfast

## Discografia

### Album in studio
- 1967 – Blowin' Your Mind!
- 1968 – Astral Weeks
- 1970 – Moondance
- 1970 – His Band and the Street Choir
- 1971 – Tupelo Honey
- 1972 – Saint Dominic's Preview
- 1973 – Hard Nose the Highway
- 1974 – It's Too Late to Stop Now (live)
- 1974 – Veedon Fleece
- 1977 – A Period of Transition
- 1978 – Wavelength
- 1979 – Into the Music
- 1980 – Common One
- 1982 – Beautiful Vision
- 1983 – Inarticulate Speech of the Heart
- 1984 – Live at the Grand Opera House Belfast (live)
- 1985 – A Sense of Wonder
- 1986 – No Guru, No Method, No Teacher
- 1987 – Poetic Champions Compose
- 1988 – Irish Heartbeat con i The Chieftains
- 1989 – Avalon Sunset
- 1990 – Enlightenment
- 1991 – Hymns to the Silence
- 1993 – Too Long in Exile
- 1994 – A Night in San Francisco (live)
- 1995 – Days like This
- 1996 – How Long Has This Been Going On con Georgie Fame
- 1996 – Tell Me Something: The Songs of Mose Allison
- 1997 – The Healing Game
- 1999 – Back on Top
- 2000 – The Skiffle Sessions - Live in Belfast 1998 (con Lonnie Donegan e Chris Barber; live)
- 2000 – You Win Again con Linda Gail Lewis
- 2002 – Down the Road
- 2003 – What's Wrong with This Picture?
- 2005 – Magic Time
- 2006 – Pay the Devil
- 2008 – Keep It Simple
- 2009 – Astral Weeks Live at the Hollywood Bowl (live)
- 2012 – Born to Sing: No Plan B
- 2015 – Duets: Re-working the Catalogue
- 2016 – Keep Me Singing
- 2017 – Roll with the Punches
- 2017 – Versatile
- 2018 – You're Driving Me Crazy (con Joey DeFrancesco)
- 2018 - The Prophet Speaks
- 2019 - Three Chords & the Truth
- 2021 - Latest Record Project, Volume 1
- 2022 - What's It Gonna Take?
- 2023 - Moving On Skiffle
- 2023 - Beyond Words: Instrumental
- 2023 - Accentuate the Positive
- 2025 - Remembering Now

### Raccolte
- 1990 – The Best of Van Morrison
- 1993 – The Best of Van Morrison Volume Two
- 1998 – The Philosopher's Stone
- 1999 – Super Hits
- 2007 – Still on Top - The Greatest Hits
- 2007 – At the Movies - Soundtrack Hits
- 2015 – Duets
- 2016 – ..It's Too Late To Stop Now, Volumes II, III, IV & DVD...